# Antonio Hercolani-Fava-Simonetti
El comte Antonio Hercolani Fava Simonetti (Bolonya, 22 de gener de 1883 - 18 de juny de 1962) va ser lloctinent de l'Orde de l'Hospital o dels cavallers de Malta.

## Biografia
Antonio Hercolani va néixer en una de les famílies més aristocràtiques de Bolonya. Va ingressar a l'Ordre encara jove, mai va professar els vots punts i es va encarregar de les comandes, la diplomàtica i l'ordenament institucional dins de l'Ordre Sobirana i Militar de Malta.
El 15 de juny de 1912 a Bolonya es va casar amb Marianna Ghislieri Fava Simonetti, filla del comte Alexander i Isotta Ghislieri Fava Simonetti del príncep de Musone. Va ser a través d'aquest matrimoni que Antonio Hercolani va demanar permís per afegir al seu nom també el de Fava Simonetti, que va obtenir per RD el 29 agost 1921. D'aquest matrimoni va néixer un fill, Felip Rinaldo (1913-2002) que era llavors el descens.
A la mort del Gran Mestre Ludovico Chigi Albani della Rovere, va assumir interinament la lloctinència de l'Ordre a l'espera de l'elecció d'un successor, però això no va succeir en els anys següents, pel que va decidir renunciar el 1955 per l'antiguitat de la seva posició constitucional, en el seu lloc es va nomenar Ernesto Paternó Castello di Carcaci.
Va morir a Bolonya el 18 de juny de 1962.